# Callochromis pleurospilus
Callochromis pleurospilus är en fiskart som först beskrevs av Boulenger, 1906.  Callochromis pleurospilus ingår i släktet Callochromis och familjen Cichlidae. IUCN kategoriserar arten globalt som otillräckligt studerad. Inga underarter finns listade.